# Tōki Susumu
Tōki Susumu (jap. 闘牙 進), eigentlich Tamaki Jun (玉城 順), (* 4. Juli 1974 in Ichikawa, Präfektur Chiba) ist ein ehemaliger japanischer Sumōringer.
Sein Markenzeichen waren die langen Koteletten – schon Sekiwake Takamiyama, der in den 1970ern und frühen 1980ern für den Takasago-beya angetreten war, war für diese einzige den Ringern erlaubte Barttracht bekannt geworden. Trotz seiner technisch wenig versierten Kampfweise gehörte Toki lange zum festen Inventar der obersten Division und genießt unter Fans weiterhin hohe Popularität.

## Karriereverlauf
Tōki begann sein Ringerkarriere im Januar 1991 als Ringer des Ringerstalls Takasago-beya unter dem 2003 verstorbenen Fujinishiki. 1998 stieg Toki erstmals in die Makuuchi-Division auf und konnte dort auch bald Fuß fassen. Seine Leistung genügt jedoch nicht, um in die Sanyaku-Ränge vorzustoßen. Nur einmal, im September-Basho 2003, führte die Banzuke (Rangliste) Tōki als Komusubi. Diesen Status verlor er jedoch sofort wieder, und schon Anfang 2004 erlitt er eine Schulterverletzung, in deren Folge er in der Liga abstieg und schließlich in die zweite Division (Jūryō) zurückgestuft wurde. Wiederaufstiege in die Makuuchi blieben danach Episoden. Im November 2005 feierte Toki zwar mit dem Turniersieg in der zweiten Division noch einen Erfolg. Nach einem nur zu zwei Dritteln durchkämpften Turnier im Januar 2006 und einem hohen Make-koshi im März stieg er in die Makushita-Division ab. Vor dem Sommerturnier 2006 in Tokio verkündete Toki aufgrund anhaltender Rückenprobleme schließlich seinen Rücktritt.

## Kämpferische Besonderheiten
Tōkis Technik variierte kaum. Meist versuchte er, seine Gegner mit seinen langen Armen auf Distanz zu halten und mittels Stoß- und Schlagtechniken und Schlägen ins Gesicht (Harite) zu besiegen. Gelang es seinem Gegner jedoch, einen Griff an Tōkis Mawashi anzubringen, konnte er sich kaum behaupten. Ebenso wenig vermochte er, selbst solche Grifftechniken auf demselben Niveau auszuführen wie die meisten Ringer der oberen Makuuchi. Gegen die Spitzenkämpfer der Liga konnte er in seinen 38 Turnieren in der obersten Division nur selten einen Kampf gewinnen. Beispielhaft sei hier Chiyotaikai genannt, gegen den er sich in 14 Begegnungen nicht ein einziges Mal durchsetzen konnte.